# Кулик Григорій Карпович
Григо́рій Ка́рпович Кули́к (нар. 1912 — пом. 1988) — радянський військовик часів Другої світової війни, командир взводу 104-го гвардійського стрілецького полку 36-ї гвардійської стрілецької дивізії (7-а гвардійська армія), гвардії старший сержант. Герой Радянського Союзу (1945).

## Життєпис
Народився 22 жовтня 1912 року в селі Велика Комишуваха, нині — Барвінківського району Харківської області, в селянській родині. Українець. Разом з родиною переїхав до станиці Медведівської Краснодарського краю, де у 1925 році закінчив 4 класи. Працював у радгоспі «Тимашевський».
До лав РСЧА призваний Тимашевським РВК у серпні 1941 року. Учасник німецько-радянської війни з листопада 1941 року. Воював на Південно-Західному, Північно-Кавказькому, 2-у та 3-у Українських фронтах.
Особливо відзначився під час проведення Будапештської наступальної операції радянських військ та боях за місто Будапешт (Угорщина). Зокрема, у районі міського парку супротивник 2 танками, 1 САУ і 2 бронетранспортерами здійснив контратаку, внаслідок якої взвод гвардії старшого сержанта Г. К. Кулика опинився в оточенні. Командир прийняв сміливе рішення і повів свій взвод вперед, до кварталу № 1646 і, зайшовши супротивнику в тил, здійняв серед нього паніку. Внаслідок бою було знищено до 60 солдатів, захоплено 1 легкий танк управління разом з обслугою і радіостанцією, 1 легковий автомобіль, 2 кулемети і 1 протитанкову гармату. Завдяки сміливим діям взводу під командуванням Г. К. Кулика, 104-й гвардійський стрілецький полк без втрат заволодів кварталами № 1641 і 1646 і тим самим порушив потужну систему оборони супротивника в центральній частині Будапешту. У боях за квартал № 1659 Г. К. Кулик сміливо завів свій взвод у тил супротивника, оточив і знищив в одному з будинків до 100 ворожих солдатів. Під час цього бою гвардії старший сержант Г. К. Кулик осодисто гранатами і пістолетом знищив 21 солдата супротивника і сімох — полонив.
Демобілізований у 1946 році. Мешкав у станиці Медведівській. Працював у місцевому колгоспі, керуючим відділком Медведівської школи механізації сільського господарства, заступником голови сільської ради.
Трагічно загинув у травні 1988 року. Похований на кладовищі станиці Медведівської Тимашевського району Краснодарського краю.

## Нагороди
Указом Президії Верховної Ради СРСР від 28 квітня 1945 року «за зразкове виконання бойових завдань командування на фронті боротьби з німецькими загарбниками та виявлені при цьому відвагу і героїзм», гвардії старшому сержантові Кулику Григорію Карповичу присвоєне звання Героя Радянського Союзу з врученням ордена Леніна і медалі «Золота Зірка» (№ 4900).
Також нагороджений орденом Вітчизняної війни 1-го ступеня (11.03.1985) і медалями.

## Пам'ять
У лютому 2013 року Медведівській загальноосвітній школі № 13 присвоєне ім'я Героя Радянського Союзу Г. К. Кулика. На фасаді школи встановлено меморальну дошку.